# Michael Hainisch
Michael Hainisch ( [ˈmɪçaːʔeːl ˈhaɪ̯nɪʃ]; plným jménem Michael Arthur Josef Jakob Hainisch, 15. srpna 1858 – 26. února 1940) byl rakouský politik a druhý rakouský prezident po pádu monarchie. Hainisch byl nezávislým kandidátem, nebyl členem žádné politické strany ani parlamentu. Ve funkci byl od 9. prosince 1920 do 10. prosince 1928. Názorově byl původně socialistou, ale později přešel na pozice agrárnického konzervatismu.
Roku 1920 se stal prvním řádně zvoleným prezidentem Rakouské republiky, nahradil prozatímního prezidenta Karla Seitze. Odsloužil dvě čtyřletá volební období a dosáhl takové obliby, že vznikla politická vůle umožnit mu, aby mohl mimořádně kandidovat ještě znovu, ale odmítl. Jeho nástupcem se tak v roce 1928 stal Wilhelm Miklas. Hainisch pak ještě působil krátce jako ministr obchodu a dopravy. V závěru života podporoval pangermánské snahy a patřil mezi zastánce Anšlusu.

## Státní návštěva Československa
Jako rakouský prezident se při první státní návštěvě Československa setkal v prosinci roku 1921 s prezidentem Tomášem Garriguem Masarykem, s nímž se léta osobně znal. V dubnu roku 2016 navázali na toto historické setkání při státní návštěvě České republiky v úřadě dosluhující rakouský prezident Heinz Fischer a jeho protějšek Miloš Zeman, kteří také na stochovském nádráží u Lán na Kladensku společně odhalili pamětní desku, upomínající na toto první setkání z roku 1921.